# Grupo Lusófona

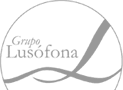
Logo der Grupo Lusófona

Die Grupo Lusófona ist ein Zusammenschluss privater Hochschulen in Portugal. Die Gruppe hat ihren Stammsitz in Lissabon und firmiert unter dem Markennamen Ensino Lusófono. Sie gruppiert sich um die 1998 in Lissabon gegründete Universidade Lusófona.
Die Grupo Lusófona wird von der genossenschaftlich organisierten COFAC (Cooperativa de Formação e Animação Cultural, C. R. L.) betrieben, Präsident der Grupo Losófona ist Manuel de Almeida Damásio (Stand Juni 2022).
Der Rechenschaftsbericht 2019/2020 der Universidade Lusófona gibt für das Trägerunternehmen der Grupo Lusófona, die COFAC C.R.L., ein Ergebnis von  4.002.953,32 Euro und einen Reingewinn nach Steuern von 3.467.978,44 Euro an.
Die Grupo Losófona hat den Status eines beratenden Beobachters bei der Gemeinschaft der Portugiesischsprachigen Länder (CPLP) und vergibt jedes Jahr Stipendien an Studenten aus den CPLP-Mitgliedsstaaten. 2022 waren es 130 Stipendien.

## Hintergrund
Ihr Name leitet sich vom Begriff der Lusophonie (Portugiesisch: Lusofonia) ab, der den portugiesischen Sprachraum umfasst. Entsprechend unterhält die Gruppe Hochschulen in mehreren Ländern der Gemeinschaft der Portugiesischsprachigen Länder. Diese Hochschulen sind Ableger der Lissabonner Universidade Lusófona, sowohl Neugründungen als auch Zuerwerbungen und Zusammenschlüsse von zugekauften Einrichtungen.
Sie ist nach eigenem Bekunden die größte Gruppe für private Hochschulbildung in Portugal und zählt weltweit etwa 75.000 Studenten in ihren Einrichtungen.
2006 erwarb die Grupo Lusófona die Kapitalmehrheit an der Grupo Ensinus, eine Gruppe von Privatschulen, die 1965 als private Einrichtung der Erwachsenenbildung begann. Seither umfasst die Grupo Lusófona neben den 13 Hochschulen auch neun weitere Schulen.

## Angeschlossene Hochschulen

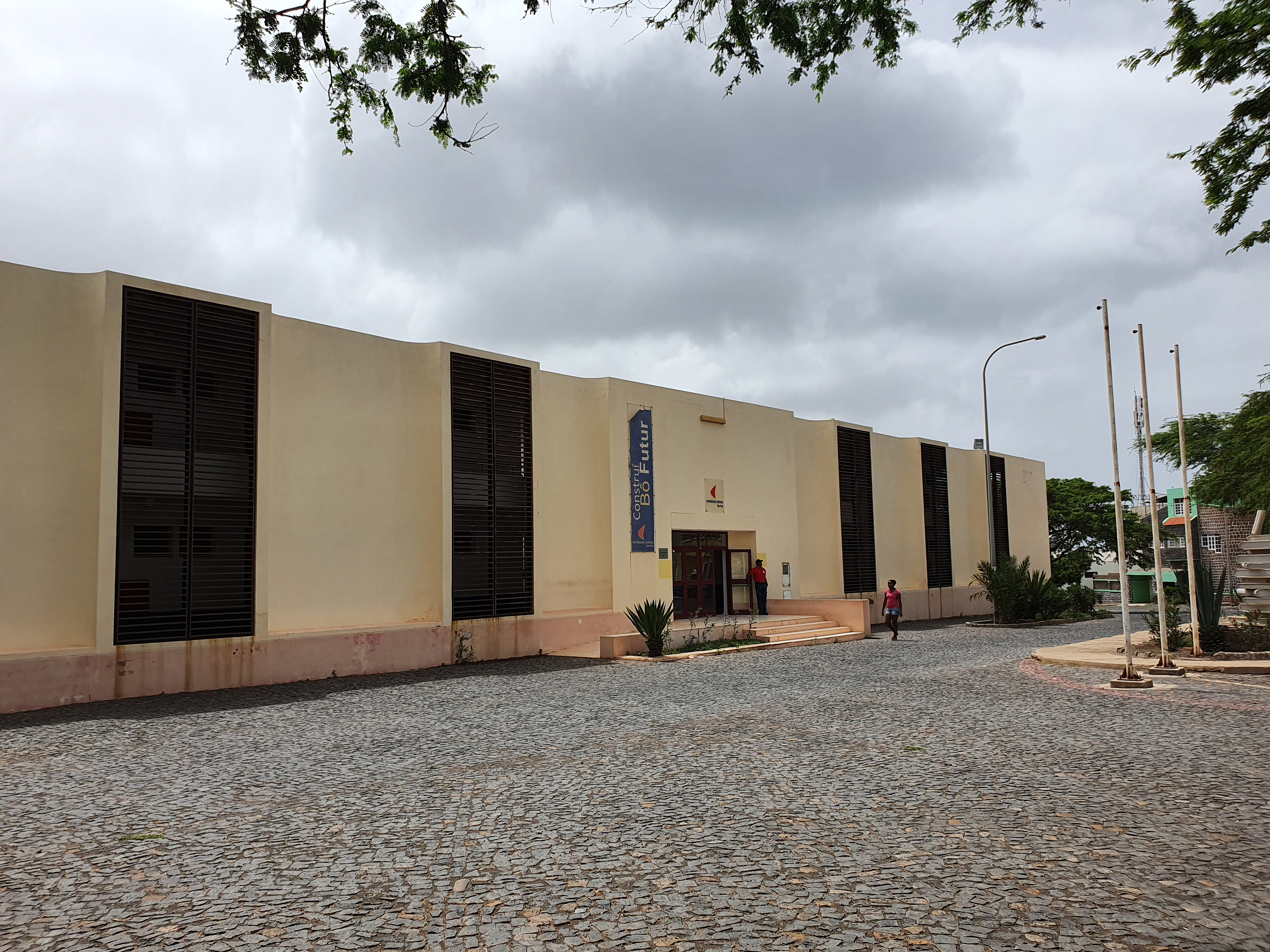
Hauptgebäude der Universidade Lusófona de Cabo Verde in Mindelo, Kap Verde

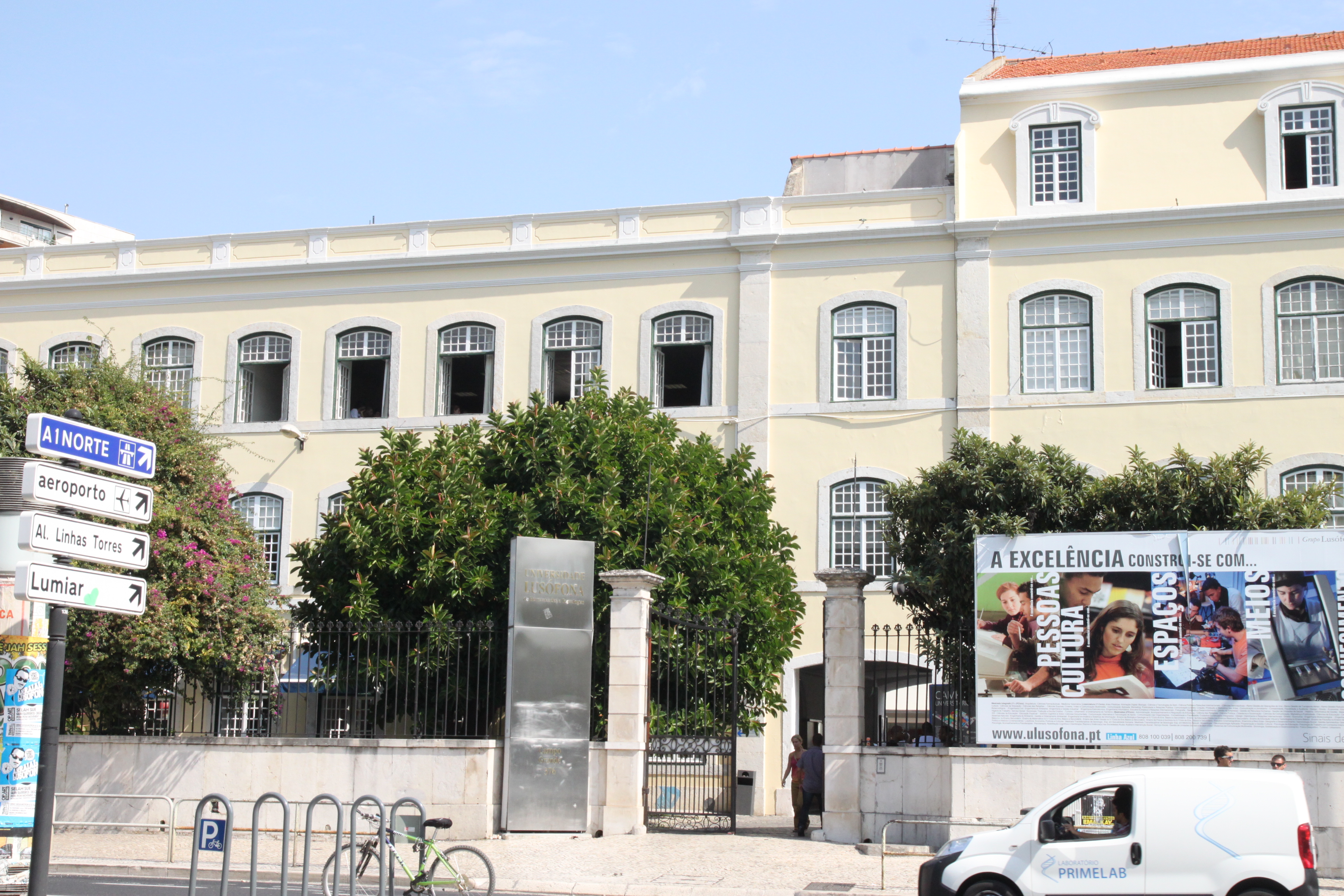
Die Universidade Lusófona de Humanidades e Tecnologias im denkmalgeschützten Gebäude der 1838 errichteten Tuchfabrik Fábrica de Fiação e Tecidos in Lissabon.

### Angola
- Isupekuikui 2 - Instituto Superior Politécnico De Humanidades E Tecnologias, Huambo (seit 2011)

### Brasilien
- Faculdade Lusófona Rio De Janeiro, Rio de Janeiro (seit 2000)
- Faculdade Lusófona São Paulo, São Paulo (seit 2000)
- Faculdade Lusófona Bahia, Salvador (seit 2000)

### Guinea-Bissau
- Universidade Lusófona Da Guiné, Bissau (seit 2008)

### Kap Verde
- Universidade Lusófona de Cabo Verde - Baltasar Lopes Da Silva, Mindelo (seit 2007) und Praia (seit 2015)

### Portugal
- Universidade Lusófona de Humanidades e Tecnologias (ULHT, kurz Universidade Lusófona), Lissabon (seit 1998)
- Universidade Lusófona do Porto (ULP), Porto (seit 2005)
- Instituto Superior Manuel Teixeira Gomes (ISMAT), Portimão (seit 2004)
- Instituto Politécnico da Lusofonia (IPLUSO), Lissabon (seit 2019)
- Instituto Politécnico de Gestão e Tecnologia (ISLA-IPGT), Vila Nova de Gaia (seit 1989)
- Instituto Superior de Gestão e Administração de Santarém (ISLA Santarém), Santarém (seit 1984)
- Instituto Superior D. Dinis (ISDOM), Marinha Grande (seit 2005)[7]